# DVD+R
DVD+R – jeden ze standardów jednokrotnego zapisu informacji na nośniku danych, jakim jest dysk optyczny DVD. Umożliwia zapis 4,7 GB danych na jedną stronę nośnika. Kompatybilny z DVD+R standard wielokrotnego zapisu informacji to DVD+RW.

## Historia
Format DVD+R został opracowany przez koalicję firm zrzeszonych w organizacji DVD+RW Alliance w połowie 2002 roku. Standard ten mimo swojej premiery w połowie 2002 roku został zaakceptowany przez DVD Forum jako DVD dopiero wraz z dniem 25 stycznia 2008 roku. Wcześniej standard DVD+R pozostawał po prostu standardem nieoficjalnym, jednak jest obsługiwany przez około 90% odtwarzaczy DVD (również tych wyprodukowanych przed 2008 rokiem). W roku 2003 zaprezentowano technologię płyt dwuwarstwowych, które przy zastosowaniu standardu DVD+R umożliwiają zapis 8,5 GB danych na dwóch warstwach dysku. Technologia ta została wprowadzona przez producentów sprzętu w pierwszej połowie 2004 roku.

## Specyfikacja
Stopień pofalowania ścieżki prowadzącej, służącej do modulacji fazy odbitej wiązki lasera ze zmianami amplitudy wynosi dla płyt DVD+R 817,14 kHz. Umożliwia to zakodowanie dużej ilości informacji, takich jak adres (położenie) każdego sektora lub danych dotyczących strategii zapisu na konkretnym nośniku. Płyty DVD+R, jak i DVD-R, nagrane w stacjonarnej nagrywarce DVD muszą zostać najpierw „zamknięte” w nagrywarce DVD,aby mogły być odtworzone przez odtwarzacz DVD. Po operacji zamknięcia płyty nie można już dodawać nowych nagrań,ani edytować istniejących.

## Różnice DVD-R a DVD+R
Formaty DVD-R oraz DVD+R bardzo nieznacznie różnią się między sobą, choć oba są standardami jednokrotnego zapisu. Sposób użycia jest w obu przypadkach taki sam. Oba rodzaje płyt różnią się jednak techniką i prędkością nagrywania.
Trzeba być jednak ostrożnym, jeśli chodzi o płyty DVD-R, ponieważ czyste nośniki mają dwa standardy. Ten, którego należy używać, nazywa się „DVD-R do użytku ogólnego”. Ten drugi nosi nazwę „DVD-R do authoringu” i z powodu innego składu nadaje się tylko do masteringu. Ten rodzaj płyt DVD-R nie jest zazwyczaj szeroko dostępny.
1. Pojemność:
- DVD-R: 4 489 MB, 4 706 074 624 bajtów, czyli 4,383 GB
- DVD+R: 4 483 MB, 4 700 372 992 bajtów, czyli 4,377 GB

2. System adresowania:
- System adresowania sektorów na nienagranej płycie dla DVD-R: -pre-pit/modulacja częstotliwościowa
- System adresowania sektorów na nienagranej płycie dla DVD+R: -ADIP/modulacja fazowa

3. Częstotliwość pofalowania ścieżki:
- Częstotliwość pofalowania ścieżki prowadzącej dla DVD-R: 140,60 kHz
- Częstotliwość pofalowania ścieżki prowadzącej dla DVD+R: 817,14 kHz

## Porównanie pojemności
Dla porównania, poniższa tabelka pokazuje pojemności czterech najczęściej używanych płyt DVD, wykluczając DVD-RAM.
| Typ płyty                                           | Ilość sektorów (Jeden sektor ma 2,048 B) | Pojemność     | Pojemność | Pojemność |
| Typ płyty                                           | Ilość sektorów (Jeden sektor ma 2,048 B) | bajty         | GB        | GiB       |
| --------------------------------------------------- | ---------------------------------------- | ------------- | --------- | --------- |
| DVD-R (SL)                                          | 2 298 496                                | 4 707 319 808 | 4,7       | 4,384     |
| DVD+R (SL)                                          | 2 295 104                                | 4 700 372 992 | 4,7       | 4,378     |
| DVD-R DL                                            | 4 171 712                                | 8 543 666 176 | 8,5       | 7,957     |
| DVD+R DL                                            | 4 173 824                                | 8 547 991 552 | 8,5       | 7,961     |
| (SL) – Płyta jednowarstwowa DL – Płyta dwuwarstwowa |                                          |               |           |           |

## Szybkość
| Szybkość napędu | Prędkość zapisu danych | Czas nagrywania dla jednowarstwowej płyty DVD+R |
| --------------- | ---------------------- | ----------------------------------------------- |
| 1×              | 1,32 MB/s              | 60 minut                                        |
| 2×              | 2,64 MB/s              | 30 minut                                        |
| 4×              | 5,28 MB/s              | 15 minut                                        |
| 8×              | 10,56 MB/s             | 7 minut 30 sekund                               |
| 16×             | 21,12 MB/s             | 3 minuty 45 sekund                              |